# Ulf de Lauvnes
Ulf de Lauvnes (en norvégien : Ulv av Lauvnes) est un noble norvégien de la seconde moitié du XIIe siècle qui participa à la troisième croisade.

## Biographie
Originaire de Lauvnes (ou Laufnes) près d'Agdenes ou de Lauvsnes près de Flatanger, dans le Trøndelag, Ulf était l'un des chefs de file des Birkebeiner, rebelles norvégiens opposés à Erling Skakke, régent du royaume de Norvège, et à son fils le roi Magnus V.
Proche de Sverre Sigurdsson, fils illégitime autoproclamé de Sigurd II de Norvège et prétendant au trône de Norvège, Ulf participe vraisemblablement à la bataille de Fimreite où, le 15 juin 1184, le roi Magnus V est vaincu par les Birkebeiner. Il est par la suite un lendmann au service de Sverre, devenu roi de Norvège.
En 1190, Ulf de Lauvnes décide de participer à la troisième croisade et, à la tête d'une troupe de 200 Norvégiens, se joint à des croisés danois. En mer du Nord, une violente tempête provoque le naufrage de leurs navires en bordure des côtes frisonnes. Les survivants poursuivent leur voyage par voie terrestre jusqu'à Venise, où ils s'embarquent pour la Terre sainte. Les croisés scandinaves arrivent à destination en 1192, peu après le traité de paix signé entre Richard Cœur de Lion, roi d'Angleterre, et Saladin, sultan d'Égypte et de Syrie. Ne pouvant pas combattre les musulmans, ils se contentent de visiter les lieux saints avant de repartir pour la Scandinavie, les uns passant par Constantinople et le royaume de Hongrie, les autres par Rome.
Ulf serait mort au cours du voyage.

## Sources primaires
- Sverris saga
- Historia de profectione Danorum in Hierosolymam (« Histoire du voyage des Danois à Jérusalem »)